# Ontherus hadros
Ontherus hadros är en skalbaggsart som beskrevs av François Génier 1996. Ontherus hadros ingår i släktet Ontherus och familjen bladhorningar. Inga underarter finns listade i Catalogue of Life.